# São Francisco de Paula (Rio Grande do Sul)
Pour les articles homonymes, voir São Francisco de Paula.
São Francisco de Paula est une municipalité  du Nord-Est de l'État du Rio Grande do Sul faisant partie de la microrégion de Vacaria  et située à 112 km au nord-est de Porto Alegre, capitale de l'État. Elle se situe à une latitude de 29° 26' 49" sud et à une longitude de 50° 34' 52" ouest, à une altitude de 945 mètres. Sa population était estimée à 21 278, pour une superficie de 3 273 km2. On y accède par la RS-020 et la RS-110.
São Francisco de Paula en tant que telle surgit au début du XVIIIe siècle, comme halte sur le chemin des conducteurs de bétail du Rio Grande do Sul en direction du centre du pays.
Peu avant vivaient sur le territoire de l'actuelle municipalité les Amérindiens Caaguaras qui, autour de 1700, furent décimés tant par les bandeirantes que par les maladies apportées par les Blancs.
Il est dit que le premier habitant fixe de l'endroit est le Capitaine Pedro da Silva Chaves, un Portugais qui avait reçu une propriété terrienne dans cette région. Il donna une petite portion de ses terres pour la construction d'une église où son fils pourrait venir prier. Comme ce dernier était dévôt de São Francisco de Paula, le fondateur de la localité la baptisa du nom du saint.
La municipalité est riche en lacs et cascades, et possède aussi la forêt nationale de São Francisco de Paula, un parc protégé par les autorités où est développé un projet de réaménagement forestier.

## Villes voisines
- Monte Alegre dos Campos
- Bom Jesus
- Jaquirana
- Cambará do Sul
- Praia Grande (État de Santa Catarina)
- Itati
- Três Forquilhas
- Maquiné
- Riozinho
- Rolante
- Taquara
- Três Coroas
- Canela
- Caxias do Sul